# Короткоствольна гвинтівка

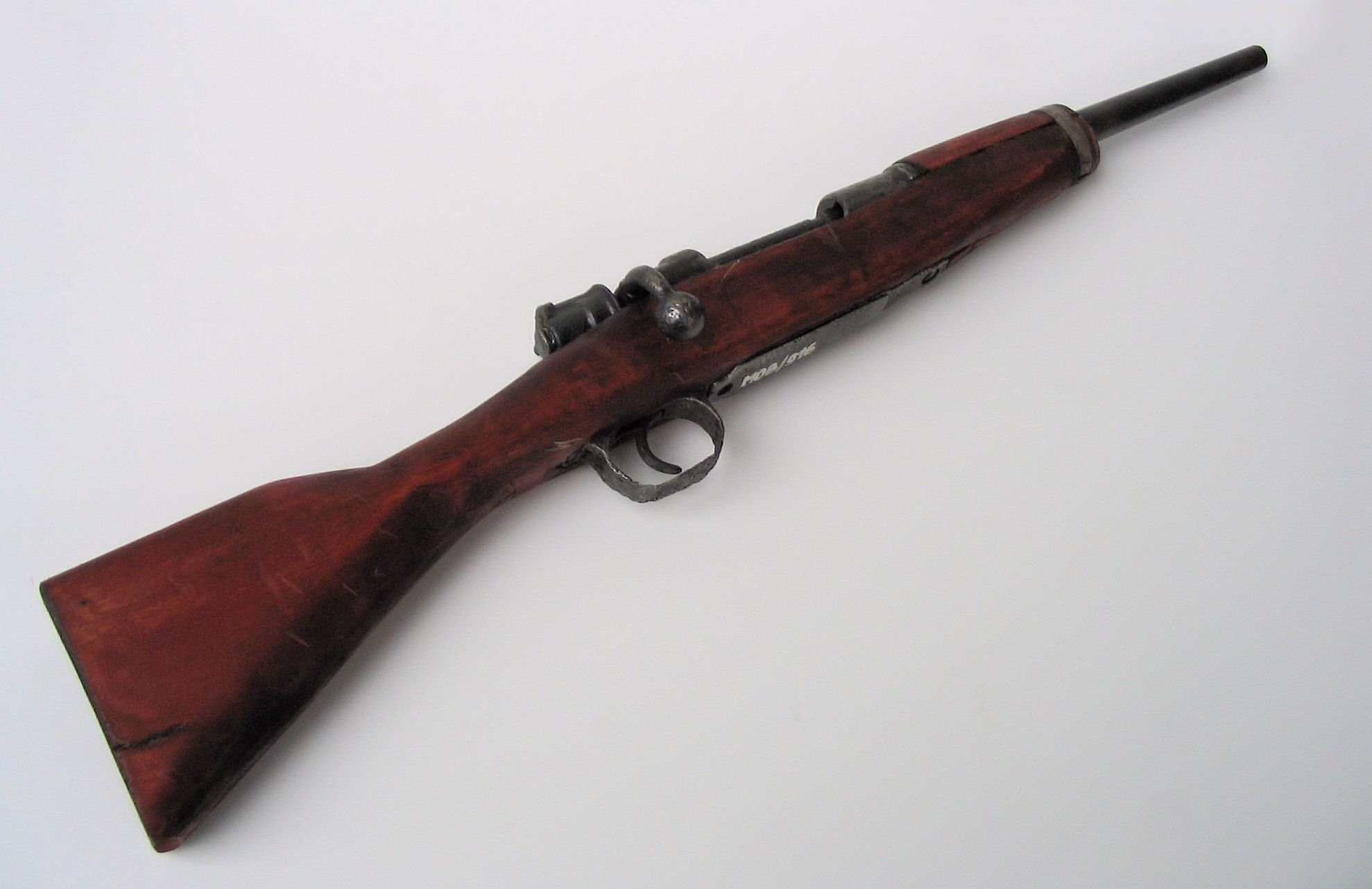
«Обрізаний» Mauser 98

Короткоствольна гвинтівка — гвинтівка з коротким стволом. Найпоширенішим варіантом короткоствольної гвинтівки є карабін, гвинтівку яку виробляють зі зменшеною довжиною ствола для полегшення використання в обмеженому просторі. Занепокоєння щодо прихованого носіння короткоствольної гвинтівки в незаконних цілях спричинило прийняття правил, які визначають мінімальну довжину ствола та загальну довжину гвинтівки.

## Метод вимірювання
Довжина ствола вимірюється від кінця дульного зрізу до передньої частини бойової личинки, як правило, шляхом введення в ствол вимірювального стрижня. Довжина ствола може частково включати постійно прикріплений дульний аксесуар (наприклад, дулове гальмо або полум'ягасник). Загальна довжина вимірюється між крайніми кінцями зброї, уздовж центральної лінії, яка проходить через середину ствола. Для гвинтівок, оснащених складними або телескопічними прикладами (наприклад, американський карабін M1A1), федеральні рекомендації США стверджують, що вимірювання проводяться з розкладеним прикладом гвинтівки. У деяких штатах, таких як Каліфорнія та Мічиган, вимірюють загальну довжину зі складеним прикладом.

## Виробництво
Короткоствольні гвинтівки можуть бути створені як самостійно, шляхом вкорочення ствола гвинтівки, так і виробником, шляхом встановлення на гвинтівку оригінального ствола, коротшого за 16 дюймів (41 см). Короткоствольна гвинтівка також може бути створена шляхом додавання кобури-прикладу до пістолета зі стволом меншим за 16 дюймів (41 см), що юридично перевизначило б пістолет як гвинтівку. У Сполучених Штатах кожен із цих процесів має юридично супроводжуватися реєстрацією в Бюро алкоголю, тютюну, вогнепальної зброї і вибухових речовин.
Багато старих пістолетів, початково розроблених з прикладами для плеча, такі як Mauser C96, Parabellum pistole Model 1908, Browning Hi-Power та Inglis, а також багато важільних рушниць зі стволами від 14 до 15,5 дюймів, у США вважаються реліквіями, а не підпадають під Національний закон про вогнепальну зброю і не регулюються федеральними правилами для короткоствольних гвинтівок; однак вони все ще можуть підпадати під дію місцевого законодавства. Національний закон про вогнепальну зброю передбачає ведення списку «Сувенірів та реліквій» (англ. Curio & Relic), до якого вносять моделі зброї та діапазонів серійних номерів. Хоча вони не вважаються зброєю відповідно до Національного закону про вогнепальну зброю 1934 року, більшість із них регулюється Законом про контроль над зброєю 1968 року. Зброя, виготовлена до 1899 року, що не включена до переліку «Сувенірів та реліквій», також не потрапляє під дію Закону про контроль над зброєю 1968 року.

### Кобура-приклад для пістолета
При використанні за призначенням, кобура-приклад для пістолета повинна забезпечувати упирання зброї лише в передпліччя стрільця під час пострілу. Згідно з даними Бюро алкоголю, тютюну, вогнепальної зброї і вибухових речовин, прикладання кобури-приклада до плеча не означає перероблювання скоби. Така модифікація передбачена виробником конструкційно. Це означає, що реєстрація не потрібна, якщо стрілець має намір використовувати кобуру-приклад як приклад. Інші країни, такі як Канада, не мають таких правил.

## Історія законодавства
Американські, британські та канадські законодавці посилили закони щодо прихованого носіння зброї в період у 1930-х роках.

### США
Регулювання у Сполучених Штатах щодо короткоствольних гвинтівок стало результатом Національного закону про вогнепальну зброю 1934 року, який також наклав обмеження на обрізи, глушники та кулемети. Короткоствольна гвинтівка — це юридичне визначення в Сполучених Штатах, що стосується нарізної вогнепальної гвинтівки, з довжиною ствола менше ніж 16 дюймів (41 см) або загальною довжиною менше ніж 26 дюймів (66 см), або пістолету з прикладом і стволом довжиною менше ніж 16 дюймів. У Сполучених Штатах короткоствольна гвинтівка є предметом, який підпадає під регулювання Бюро алкоголю, тютюну, вогнепальної зброї і вибухових речовин як зброя Розділу II. За відсутності місцевих законів, які забороняють володіння, американські цивільні особи можуть володіти короткоствольною гвинтівкою за умови, що вона зареєстрована в Бюро алкоголю, тютюну, вогнепальної зброї і вибухових речовин, а податок у розмірі 200 доларів США сплачено до того, як вони придбали зброю або створили її.
Володіння короткоствольною гвинтівкою у Сполучених Штатах є федеральним злочином, якщо вона не зареєстрована в Бюро алкоголю, тютюну, вогнепальної зброї і вибухових речовин на особу, яка нею володіє. Виробники класу 2, дилери класу 3 та державні установи можуть передавати цю вогнепальну зброю без сплати податків. Фізична особа-покупець або власник несе відповідальність за сплату податку в розмірі 200 доларів США під час придбання, виготовлення або передачі короткоствольної гвинтівки. Вони також повинні повідомити Бюро алкоголю, тютюну, вогнепальної зброї і вибухових речовин під час перевезення її через кордони штатів.
У результаті рішення Верховного суду у справі США проти Thompson/Center Arms Company, 504 U.S. 505 (1992), не є законним володіння «комплектом», що дозволяє встановлювати на пістолет приклад, або стволи менше ніж 16 дюймів на гвинтівки, за умови, що вогнепальна зброя вироблена тільки в легальні конфігурації (пістолет без приклада, гвинтівка з прикладом і стволом не менше ніж 16 дюймів). Збірка вогнепальної зброї в конфігурацію, що регулюється Національним законом про вогнепальну зброю (рушниця з прикладом, але ствол коротший за 16 дюймів) буде порушенням Національного закону про вогнепальну зброю.

### Канада
Канадські правила забороняють використання вогнепальної зброї, виготовленої з гвинтівки або рушниці шляхом розпилювання, розрізання або будь-якої іншої зміни загальної довжини менше ніж 660 мм (26 дюймів) або довжини ствола менше ніж 457 мм (18,0 дюймів). Пістолетна зброя з довжиною ствола менше ніж 105 мм (4,1 дюйма) також заборонена.
Напівавтоматична вогнепальна зброя з центральним запаленням зі стволом меншим за 470 мм (19 дюймів) заборонена. Будь-яка вогнепальна зброя, з якої можна вести вогонь за загальної довжини менше ніж 660 мм (26 дюймів), обмежена в обігу. Будь-яка обмежена в обігу вогнепальна зброя потребує отримання ліцензії.

### Велика Британія
Норми Великої Британії включають в число забороненої вогнепальної зброї гвинтівки з казенником із загальною довжиною менше ніж 60 см (24 дюйми) або з довжиною ствола менше ніж 30 см (12 дюймів). Вся така зброя вважається пістолетами.

### Австралія
З юридичної точки зору більшість австралійського законодавства передбачає мінімально допустиму довжину ствола, яка зазвичай становить близько 330 мм (13 дюймів) для гвинтівок.

### Україна
Після здобуття незалежності у 1991 році Україна лібералізували законодавство, яке регулює право громадян на зброю. На 2022 рік повнолітній громадянин, за певних умов, має право отримати дозвіл на придбання гладкоствольної та нарізної мисливської зброї. Залишається заборона на придбання короткоствольної нарізної вогнепальної зброї (пістолетів та револьверів).
Загальна довжина мисливської зброї з розкладеним та зафіксованим прикладом має становити не менше 800 мм (31,5 дюйма). Довжина ствола нарізної зброї має становити більше ніж 200 мм (7,87 дюйма), гладкоствольної — не менше 450 мм (17,72 дюйма). У разі якщо приклад складаний, загальна довжина зброї вимірюється в складаному стані, крім випадків, коли зброя без розкладеного прикладу нездатна здійснити постріл.
Не можна зареєструвати зброю, ствол якої був укорочений до загальної довжини менше ніж 500 мм (19,69 дюйма), окрім випадків, де менша довжина ствола передбачена заводом-виробником.